# 베이징 국제 마라톤
베이징 국제 마라톤(Beijing Marathon)은 중국, 베이징에서 매년 2월에 열리는 마라톤 대회이다. 1981년에 처음 시작되었다.